# Vuollerims distrikt
Vuollerims distrikt är ett distrikt i Jokkmokks kommun och Norrbottens län. Distriktet ligger omkring tätorten Vuollerim i norra Lappland.

## Tidigare administrativ tillhörighet
Distriktet inrättades 2016 och utgörs av en del av Jokkmokks socken i Jokkmokks kommun.
Området motsvarar den omfattning Vuollerims församling hade vid årsskiftet 1999/2000 och som den fick 1962 efter utbrytning ur Jokkmokks församling.

## Tätorter och småorter
I Vuollerims distrikt finns en tätort (Vuollerim) men inga småorter.